# ジョー・ロバーツ (ラグビー)
ジョー・ロバーツ（Joe Roberts、2000年5月10日 - ）は、ウェールズのラグビーユニオン選手。ユナイテッド・ラグビー・チャンピオンシップのスカーレッツに所属している。

## 経歴
ミニラグビーから始め、バイネアRFC（Bynea RFC）、バリーポートRFCのユースチームでプレー。コレグ・サー・ガー高校のラグビーチームでもプレーし、スカーレッツのアカデミーにも所属した。
2018年、U18ウェールズ代表に選ばれた。
2019年、U20ウェールズ代表に選ばれ、U20シックス・ネーションズで2試合に出場し、フランス代表戦ではトライを決めた。同年、足のケガを負い、2019-20シーズンは休養した。
2020年8月、スカーレッツと初のプロ契約を結ぶ。
2021年3月、イングランド2部大会のRFUチャンピオンシップのアンプティルRUFCに、レンタル移籍した。3月7日のドンカスター・ナイツ戦でデビューし、トライを決めた。6試合出場した後、スカーレッツに復帰した。
2021年5月8日、オスプリーズ戦でスカーレッツ公式戦デビューを果たした。
2023年5月、ワールドカップ2023（フランス大会）に臨むウェールズ代表トレーニングスコッドに招集された。2023年8月12日、 ワールドカップに向けた前哨戦であるイングランド代表戦に先発出場し、代表初キャップを得た。しかし、ワールドカップへの出場は無かった。